# Petőfi Rádió
A Petőfi Rádió a Duna Médiaszolgáltató magyar zenét játszó könnyűzenei rádiója, amely az ország teljes területén elérhető FM-en, valamint fogható műholdon és az interneten is. Zenei kínálata a magyar mainstreamtől az undergroundig terjed. Korábban Európa és a világ minden tájának legfrissebb és legsikeresebb zenei anyagát mutatta be, külön súlyt helyezve a fiatal hazai, illetve kárpát-medencei tehetségekre, sőt, hallhatóak voltak R'n'B, urban, hip-hop felvételek is, amelyeket a Petőfin kívül Magyarországon más rádiók nem játszottak. A zene mellett életmóddal kapcsolatos, valamint kulturális és közéleti információk is helyet kapnak a rádióadó műsorában. A rádió műsorait és az M2 esti sávjának, az M2 Petőfinek a tartalmait az MTVA az IKO Broadcast Centrum Kft-vel közösen gyártja.

## Története

### Kezdetek

#### Technikai háttér
A rádiónak 1932 nyarán 3 kW-tal elindult a kísérleti adása, Budapest II. néven. 1933. december 1-jén felavatták a lakihegyi 120 kW-os adóállomását. A Budapest II. 3 kW helyett már 20 kW-tal sugározta a műsorait. A hivatalos, rendszeres műsorsugárzás 1934 december 16-án kezdődött. A rádió 1949. február 1-jén a Budapest II. név helyett felvette a Petőfi Rádió nevet.
1982-ben a Magyar Rádió aktuális főszerkesztőségéhez tartoztak: a Politikai Adások.
Még ebben az évben az Irodalmi főosztályból kivált a Szórakoztató osztály, amely a politikai adásoktól elkülönülve a sportrovattal foglalkozott.
A Petőfi Rádió történetének legfontosabb állomása a szolnoki nagyadó megépítése volt 1949. augusztus 27-én 135 kW teljesítménnyel az 1040 kHz frekvencián, 126 m magas anti-fading antennával (MÁVAG) 1950. március 15-én az adás frekvenciája 1187 kHz-re változott. Balatonszabadi-Sóstó 1951-ben épült meg, a lakihegyi adótorony anyagának felhasználásával, 146 m magas MÁVAG gyártmányú antennával. Ez az adó 1953. október 24-étől 135 kW teljesítménnyel a 872 kHz frekvencián, majd az 1250 kHz-en sugárzott. Az adót később (1988) a Juventus Rádió kezdte használni (810 kHz), és jelenleg a Kossuth Rádió tartalékaként üzemel a solti adó karbantartásai alatt. A Petőfi sugárzása 1986-tól az újonnan elkészült Marcali adóról történt az 1251 kHz-en 500 kW teljesítménnyel, a teljes Dunántúlt lefedve. A marcali adó jelenleg a Nemzetiségi adások műsorait sugározza 300 kW teljesítménnyel az 1188 kHz-en.

#### Ifjúsági műsorok a kezdetekben
A Budapest II. adón 1947 márciusában önálló gyermekműsor indul a Rádió Gyermekújsága címmel. Júliustól elindul a Rádióiskola adása is. Ezek tekinthetőek az első ifjúsági műsoroknak a rádióban. Az 1950-es években a Világifjúsági Találkozóról és a Főiskolai Világbajnokságról hallható közvetítés, 1954-ben megalakul a Rádió gyermekkórusa. Később, 1958-ban indul a Varázsszem című gyerekműsor. 1959-ben napi egy órával nő a Petőfi Rádió műsorideje és folytatódik a Rádióiskola is.
Az 1960-as években kezdetén hangzik el először a fiataloknak szóló, vasárnap délutáni ifjúsági magazinműsor, a Táskarádió. 1962-ben a Rádióiskola mellett Rádióegyetem is indul irodalmi, tudományos-ismeretterjesztő és zenetörténeti tagozattal. 1965-ben elindul a Húszas Stúdió című riportműsor 14-20 éveseknek.
1975-ben tovább bővül az ifjúsági műsorok kínálata, megvalósul a délutáni ifjúsági műsorsáv, majd 1976-ban Ötödik sebesség címen egyesítik a Petőfin az ifjúsági magazinműsorokat. A korszakosnak számító műsor hirtelen hatalmas népszerűségre tesz szert. A korszerű hangzású zenés magazinműsor számos későbbi ifjúsági műsor elődjének számít.

### 2007 előtt
1984-től a Petőfi Rádió már 24 órában ad műsort. Éjszaka zene szól, és óránként híreket is adnak. A bővülő műsoridővel új műsorok is indulnak, a Gondolat-jel című vasárnap délelőtti kulturális hetilap, a Péntektől-péntekig zenés ajánló, és az éjszakai Bagoly című műsor. 1986 augusztusától Reggeli csúcs címmel tizenéveseknek szóló szórakoztató-tájékoztató műsor indul. 1989-ben elindul a Gordiusz című, fiataloknak szóló ismeretterjesztő műsor.
Az 1970-es és az 1980-as években a Petőfin volt hallható az ifjúsági műsorok mellett a hetente egyszer sugárzott három órás kívánságműsor, és ugyanitt vált ikonikussá a délben kezdődő egyórás nóta műsor, mely cigányzenei hagyományokat ápolt. A Petőfi akkori műsorstruktúrája nem volt következetes, ezáltal célcsoportja sem volt meghatározható: a legnagyobb probléma az volt vele, hogy ugyanazon az adón kaptak helyet a fiataloknak szánt műsorok és az idősebb korosztálynak szóló és egyéb, szűk rétegnek szóló programok (pl. nótaműsorok, népzenei-, és egyéb rétegműsorok), továbbá itt ment a hétvégi élő körkapcsolásos közvetítés az NB I-es labdarúgó-mérkőzésekről, ami a korban nagy népszerűségnek örvendett. Itt volt hallható B. Tóth László népszerű könnyűzenei műsora, a Poptarisznya, ami jelenleg a Retró Rádión szól, továbbá az 1990-es években Csiszár Jenő műsora, az Apukám világa.
1996-ban elindul a kísérleti sugárzás Budapesten a 94,8 MHz-es nyugati normás URH frekvencián. 1998-ban megtörténik a keleti URH (OIRT) sávról történő átállás a nyugati normás, CCIR URH sávra, majd 1999 elején megszűnt a középhullámú adás is.
Az ezredfordulóra annak ellenére, hogy a Petőfin több ifjúsági műsorsáv is helyet kapott, már sokkal inkább az idős korosztály rádiójának számított. Gyökeres változást 2007 hozott, amikor addigi vegyes programozású adón egy főként fiataloknak szóló, a hazai és külföldi könnyűzene legígéretesebb tehetségeit bemutatni kívánó 24 órás zenés műsorfolyam vette át.

### A rádió zenei adóvá alakítása

#### MR2 - Nagyon zene
2007 nyarán a Magyar Rádióban történt reform intézkedéseknek köszönhetően a rádió stílust váltott és felvette az MR2-Petőfi Rádió nevet, továbbá a "Nagyon zene" szlogent. Az új stílus a fiatalabb korosztályt szólította meg, amivel már a kereskedelmi rádiókkal is versenybe tudott szállni. A rádió vezetése fontosnak tartotta, hogy széles körben hozzáférhetővé váljon az a korszerű zenei kínálat, amelynek nagy része eddig többnyire rejtve maradt a nagyközönség előtt.
A fiatal felnőtteket célozták meg, akik fogékonyak az új, a magyar rádiós piacon zenei alternatívát nyújtó, minőségi zenére. A változatos zenei összeállítással, Európa és a világ minden tájának legfrissebb és legsikeresebb zenei kínálatát mutatta be, külön hangsúlyt fektet a fiatal hazai tehetségekre. Több könnyűzenei és kulturális műsor is ebben az időszakban indult, köztük az MR2 Akusztik, a Selector, a Kultúrfitnesz és az Eleven, de hallható volt a régi Petőfiről egyetlen megmaradt műsor, a Netidők.

#### Magyar Rádió-ORTT-per
Az ORTT szerint a rádió nem teljesíti közszolgálati kötelezettségét, így eljárást indított a rádióval szemben. Egy 2009. márciusi közvélemény-kutatásban a megkérdezettek többsége úgy nyilatkozott, hogy szükség van egy ilyen profilú állami rádióra. Az MR2-Petőfi Rádió 2009. június 1-jén ünnepelte kétéves megújulását, és eddig minden a terv szerint sikerült a rádiónak. A Magyar Rádió az ORTT-vel szemben első fokon pert nyert 2009. június 17-én: a fővárosi bíróság szerint az ORTT olyan kérdésben foglalt állást, amelyben nincsen hatásköre. A bíróság azt is kifogásolta, hogy a határozat egyetlen napra állapította meg a szabályszegést. Ezzel szemben az iratokból az derült ki, hogy az ORTT több hónapnyi műsort vizsgált meg. A bíróság helyt adott a Magyar Rádió érvelésének, hogy nem az egyes adókon, hanem a műsorszolgáltatás összességében kell az intézménynek megfelelnie a sokszínűség követelményének. Az ítélet kihirdetése után a Magyar Rádió elnöke, Such György a józan ész és a jogszabályok győzelmének értékelte a döntést.

### Kormányváltás után

#### Nagyon zene
A 2010-es kormányváltás után sok finomhangoláson ment keresztül a rádió, de a zenei repertoárban még mindig az alternatív/urban vonal maradt a meghatározó. 2011-ben az MTVA megalakulásával összevonták a négy állami közszolgálati médiumot (Magyar Televízió, Magyar Rádió, Duna Televízió, Magyar Távirati Iroda) és még ez év májusában fokozatosan kivezették a "MR2" szócskát a szignálokból és megszólalásokból, így a rádió hivatalos neve újra Petőfi Rádió lett. 2012-ben új műsorstruktúrát vezettek be, a műsorok címei pedig valamilyen módon Petőfi Sándor nevéhez voltak köthetők: Talpra Magyar, Egész úton - hazafelé, Ej, mi a COOL? (Anyám tyúkja c. vers alapján). 2013. március 15-én a Magyar Rádió összes csatornája új hangzásvilágot kapott, amelyek dallama megegyezett a közszolgálati tévécsatornák által 2012 óta használt dallamokkal. 2014-ben a rádió elindította saját könnyűzenei ún. „tehetségmutató” programsorozatát, a Nagy-Szín-Pad-ot, melynek nyertese fellépési lehetőséget kap különböző fesztiválok nagyszínpadain. Még abban az évben a VOLT produkcióval karöltve megalkották a Strand - Nagyon zene fesztivált, amely Zamárdiban a Balaton Sound helyén kerül megrendezésre minden augusztus végén. A fesztivál fő fellépői a rádió által játszott, sokak által kedvelt magyar és nemzetközi zenekaraiból kerülnek ki. 2015. március 15-én elindították a rádió munkatársainak segítségével a fiataloknak szóló M2 Petőfi TV-t, amely a 2012 óta meséket sugárzó M2 este 8 óra utáni váltótársa. A műsort riportok, koncertek, sorozatok és vasárnaponként filmek alkotják. 2015. július 1-től az önálló Magyar Rádió megszűnésével a Duna Médiaszolgáltató csatornája lett.

#### Életed ritmusa
2016 február közepén az addigi, főleg alternatív zenei kínálatot fokozatosan feltöltötték a mainstream rádiókból ismert pop és dance dalokkal, az alternatív kínálat a hajnali és esti órákra korlátozódott, a műsorstruktúrában még 3 hónapig nem történt komolyabb változás. (Ekkor kezdett el meredeken csökkenni a rádió hallgatottsága.) 2016. május 27-én jelentették be, hogy május 30-ától, hétfőtől jelentősen átalakul a rádió arculata. Új műsorokkal, új műsorvezetőkkel, új szignálparkkal és új szlogennel jelentkezett a május 30-án éjfélkor átalakult Petőfi Rádió. Az új szlogen az Életed ritmusa lett, mely Pető Zoltán, akkori csatornaigazgató szerint azt hivatott kifejezni, hogy a műsorokat igyekeztek a hallgató bioritmusához igazítani. Több régi műsorvezető is távozott a stábból, köztük Horváth Gergely (aki évekig főszerkesztője is volt a rádiónak), Buda Márton és Juhász Bálint. Szabó Tamás, Babucs Kriszta, Leirer Tímea és Popovics László a Kossuth és a Dankó Rádiónál kaptak műsort. Juhász Bálint jelenleg a Next FM és a Rádió 7 munkatársa. Leirer Tímea később az országos Retro Rádióhoz igazolt.
2016 őszén tért vissza az Akusztik című műsor, ám az ikonikus 8-as stúdióból átköltözött az A38 Hajóra, és az ott rögzített koncerteket mutatja be, továbbá a műsor ismétlése az M2 Petőfi TV-n is látható. A rádió 2016. november 4-én lecserélte a 2013 márciusában bevezetett egységes arculatot és szignálpakkot, azonban a hírek alatt hallható zene nem változott.

#### A Te slágered!
2017. június 1-jétől Tiszttartó Titusz lett a rádió csatornaigazgatója. 2017. november 6-án ismételten megújult a rádióadó hangzásvilága, továbbá ekkor vezették be A te slágered szlogent is. A csatornaigazgató szerint a váltást az indokolta, hogy mivel a rádiós piacon dinamikus változások zajlanak, a közszolgálati küldetés mellett a legnagyobb országos zenei rádióadóként komolyan kell venniük azt, amit a hallgatók várnak tőlük. 2018 elején új műsorvezetők jöttek a rádióhoz, januárban Szabó Győző csatlakozott a Talpra Magyar csapatához, majd februártól az Első Emelet énekese, Kiki, aki a a Dalra Magyart vezette.
2018. szeptember 10-e óta a rádió hétfőnként éjfél és 1 óra között dzsesszműsort sugároz, Petőfi Jazz címmel. 2019 szeptemberétől Nagy Feró csatlakozott a csapathoz, aki az 1980-as évek végén Garázs címmel már vezetett műsort a rádióban. Új műsora, a Petőfi Rock vasárnap esténként jelentkezik. 2020. januárjában Sipos Dávid Günther Instagram oldalán bejelentette, hogy 8 év után távozik a rádiótól. Ezzel egyidejűleg január 14-én új műsorrendet vezettek be, új napi slágerlistát indítottak és pár műsor megszűnt. 2020. május 6-án Szabó Győzőt elbocsátották, így a Talpra Magyart a továbbiakban márcsak Harsányi Levente és Bikfalvi Tamás vezette.

### A rádió újrapozicionálása

#### Ismételt nyitás a fiatalok felé
2021. március 12-én online sajtótájékoztatón jelentették be, hogy ismét átalakul a rádió. A Duna Médiaszolgáltató, az MTVA és a Petőfi Irodalmi Múzeum közös projektének keretében a rádió stúdiója az A38 Hajóra költözik, a programban pedig jóval több kulturális műsor és magyar zene fog helyet kapni. A Petőfi Rádió és az M2 Petőfi TV új programigazgatója Béli Ádám lett 2021. április 1-jétől.
A rádió zenei kínálata 2021 májusában kibővült a 2016-os átalakítás előtti zenei kínálattal, vagyis újra hallhatóak az alternatív/indie stílus képviselői, és sokkal több friss zene került rotációba. 2021 tavaszától fokozatosan kezdett megújulni hangzásában is a rádió, június 1-jén (a zenei rádió 14. születésnapján) kicserélték az általános szignálokat, majd pár héttel később bejelentették, hogy a nyárra új műsorok indulnak és két új műsorvezető, Bekker Dávid és Habóczki Máté is mikrofon elé ül; visszatért a Petőfi Összes, újra 4 órássá bővült a heti toplista és 4 új műsor is indult hétvégén.

#### Zenében első!
2021 októberében kiderült, hogy az M2 Petőfi TV-vel együtt a rádió is átalakul, megújult hangzásvilággal és tartalommal jelentkeznek, a fiatal generációra fókuszálva. November 3-án a rádió felvette a Zenében első szlogent, emellett új, jellemzően fiatal műsorvezetők csatlakoztak a csapathoz, többek között: Varga Gergő a Rádió 88-tól, Faragó Janka a Sláger FM-től és visszatért a régi stábból Fekete László, aki 2016 előtt a Selector című műsort vezette. Új műsorokat is indítottak: hajnali 5-kor már élő adás szól, amely után Bekker Dávid várja a hallgatókat a megújult reggeli műsorban. Esténként a kultúráé a főszerep, amely után éjfélig különböző stílusú mixek szólnak. A megújult szignálokban Walla Fanni énekhangját lehetett hallani. Béli Ádám csatornaigazgató szerint "a Petőfi abban hisz, hogy a célközönségét - amely a fiatalokból épül fel - igazán hitelesen akkor tudja kiszolgálni, ha a tartalmakat is hozzájuk hasonló fiatalok készítik". Ezzel egyidejűleg több régi műsorvezető távozott a stábból, köztük Péczeli Dóra, akkor 2008-tól, 13 éven keresztül volt a rádió munkatársa. Távozott továbbá a reggeli műsorból Harsányi Levente és Bikfalvi Tamás, valamint Iller Bálint, Boros Csaba és Patkó Béla is.
2022 júniusában, a pünkösdi hétvége után nyári műsorrendre váltott a rádió. "Dobd be magad a nyárba" szlogennel új műsorok indultak és több új műsorvezető csatlakozott a csapathoz; három új slágerlista, egészség és életmódmagazin, valamint alternatív zenei újdonságokat bemutató műsor is gazdagítja a rádió kínálatát. Petőfi Sándor születésének 200. évfordulója alkalmából kulturális magazinműsor is indult Talpig Magyar – ahogy a reformkor nyomot hagy címmel a Petőfi Media Group közreműködésével és a Petőfi Kulturális Ügynökség támogatásával. "A műsoron keresztül kurrens intellektuális és zenei csemegét kínálunk a hallgatóknak, változatosan körbejárva és bemutatva a Petőfi-emlékév programjait és a reformkor máig ható szellemi örökségét" - nyilatkozta Béli Ádám. Emellett új rockzenei műsor is hallható lesz, melyben a HammerWorld zenei magazin két szerkesztője várja a hallgatókat és a műfaj kedvelőit. Ősztől új műsor indult Befutó címmel, melyben feltörekvő és underground előadók újdonságai kerülnek a főszerepbe, emellett a nyáron újonnan indult műsorok továbbra is hallhatóak. Az Akusztik új évada megújult látvánnyal és koncepcióval tért vissza, mely az M2 Petőfi mellett a rádióban továbbra is hallható vasárnap esténként.

#### Kiszervezett műsorgyártás
2022 őszén jelentették be, hogy a jövőben az MTVA helyett a Petőfi Média Group lesz a Petőfi Rádió, az M2 Petőfi és a Petőfi LIVE weboldal tartalomgyártója. Mindeközben a közmédiánál leváltották Béli Ádám egykori csatornaigazgatót posztjáról, utóda egyelőre ismeretlen.

#### 2023 - Petőfi-emlékév
A 2021-ben bejelentett Petőfi-emlékév kapcsán tovább folytatódott a rádió átalakítása. 2023. január 1-jén, a közmédia TV- és rádiócsatornáin Petőfi Sándor-napot tartottak. Újra a költő nevéhez köthető címeket kaptak a rádió műsorai, így visszatért az éterbe a Talpra Magyar, az Egész úton - hazafelé és az Ej, mi a COOL?. A műsorrend nagyban hasonlít a 2016-os átalakítás előtti időkre: hétköznap esténként Petőfi Kult címmel hallható műsor, amelyet más-más tematikus műsorok követnek az addigi mixműsor helyett, valamint visszatért a magyar zenei újdonságokat bemutató Vadonat. Tovább folytatódott a Petőfi Média Group és a rádió együttműködése: Petőfi Podcast címmel hétfő esténként a PMG által gyártott podcastok kínálatából válogatnak, melynek műsorvezetője Péczeli Dóra, aki bő egy év kihagyás után tért vissza a rádióhoz.
A rádióra költözött az addig Manna FM-en hallható fenntarthatósági magazin, a Holnapután, melynek műsorvezetői Puskás Péter és Novák Zsombor. A műsor a Greendex online magazin gyártásában vasárnap délelőttönként volt hallható. Itt születtem címmel turisztikai, míg Paletta címmel pedig mélyinterjú-műsor indult vasárnap esténként.
2023. április végén a Petőfi Média Group és az MTVA ismeretlen okokból szerződést bontott, így májustól az IKO Brodcast Centrum Kft. készíti a rádió és a TV műsorait. Ezzel egyidejűleg megszűntek a Petőfi Média Grouphoz köthető műsorok és távozott a stábtól Péczeli Dóra és Rédl Ádám. A főszerkesztői pozíciót Dominik Zsolt vette át.
A nyár folyamán a rádió szakított az előző két év gyakorlatával és nem települtek ki a meghatározó magyar fesztiválokra, valamint története során először nem szponzorálja a STRAND Fesztivált. Azonban egyik kiemelt médiapartnere a budapesti atlétikai világbajnokságnak a közmédia többi csatornájával együtt, melyre ki is települtek.

### Magyar zenei rádióként

#### Petőfi Rádió - Minden magyar
2023. szeptember végén derült ki, hogy az új vezetés szakítani fog az addigi koncepcióval és kizárólag magyar zenét játszó adóvá alakítja a rádiót. 16 év után távozott a legrégebbi zenei szerkesztő, Borcsik Attila és egy időben a stábtagok nagy részét is elbocsátották, a műsorrendet átszervezték (így az Akusztik szombaton, míg a Holnapután vasárnap este hallható). Az új iránnyal az arculat is módosult és a szlogen pedig Minden magyar lett.
7 év után újraindult a Kultúrfitnesz című műsor, amelyet Szani Roland vezet. De nemcsak ő, hanem több új műsorvezető is érkezett a rádióhoz, többek között Király Kitti, a Best FM egykori női műsorvezetője.
2024. szeptember 13-án Kisbali Bence majdnem 3 év 1 hónap után távozott a rádiótól (a Tamási Rádióhoz igazolt), akinek a helyét Kenéz Kolos vette át, akit így jelenleg két műsorsávban is hallhatnak a hallgatók. Kenéz Kolossal váltva az éjszakai sávot ugyanitt Meggyessi Gábor vezeti.[forrás?]
2024. október 14-én megújult a rádió műsorstruktúrája, visszatért az 1 órás éjszakai Jazz zenei válogatás Szakcsi Jazzóra címen, míg hétvégén Csukás Meseóra című meseblokk hallható, valamint a megújult Befordultam a konyhára című műsorban nemcsak Király Kitti, hanem séfek is ajánlanak ételeket, viszont egy órásra csökkent az éjszakai Kultúrfitnesz ismétlés és a hétvégi Élet. Stílus, így a Nemzeti dal és a Tüzesen süt le című műsorok ismétlése is lekerült az éjszakai adásmenetből, melyek az előző vasárnap esti Holnapután és a szerdai Vándorbot című műsorok ismétléseit váltották (előbbi szombaton, míg utóbbi vasárnap éjjel 1 órakor hallható).

## A Petőfi Rádió zenei stílusa és kapcsolata a közönséggel
2007-től egészen a 2016-os arculatváltásig a poptól a világzenéig, a rocktól a lounge-on át az urban zenékig terjedt a rádió kínálata. Az adó a 2016-os átalakításáig több száz olyan hazai és külföldi előadót mutatott be a közönségnek, akiknek a zenéjét eddig a magyar hazai rádiós piacon egyáltalán nem vagy alig játszották. Ezzel a zenei kínálattal az MR2-Petőfi Rádió továbbra is alternatívája tudott maradni a kereskedelmi rádiókban megszokott egysíkú zenei kínálatnak. A rádió a műsorszolgáltatáson kívül rendszeres turnéin mutatta be a legkedveltebb hazai koncertzenekarokat és előadókat, saját színpadaival pedig a nagyobb nyári fesztiválokon is jelen volt. A Magyar Rádió színpadán 2010-ben fellépett például a hazai underground előadók közül a Quimby, a Péterfy Bori & Love Band, a Kiscsillag, a Kozmosz, a Pannonia Allstars Ska Orchestra, az Irie Maffia, a Heaven Street Seven, a 30Y, a Vad Fruttik, a Kaukázus, a Magashegyi Underground és a Barabás Lőrinc Eklektric is, akiknek a dalait az MR2 rendszeresen játszotta.
2016. februárjától felhígult a zenei kínálat, az addigi színvonalas alternatív/underground műfaji vonal háttérbe szorult. Ennek a folyamatnak a zárásaképpen 2016. május 30-án arculatfrissítésen esett át a rádió, azonban kiemelték, hogy a Petőfi most is a "magyar zene nagyszínpada" kíván lenni, ezt igazolja az is, hogy az előírtnál sokkal több magyar zenét játszanak és vasárnap 5 órás magyar zenei műsor hallható. Mindemellett a rádió honlapján külön aldoldalt indítottak zenekarok számára, ahova feltölthetik saját zenéiket, amelyeket belső zsűri szakmailag értékel, valamint folytatják a Nagy-Szín-Pad „tehetségmutató” programokat is. Mindemellett minden eddiginél interaktívabb műsorokkal jelentkeznek, hogy a hallgatókat minél jobban bevonják a műsorfolyamba.
2017. júniusában Tiszttartó Titusz vette át a rádió programigazgatását. Nem titkolt cél volt, hogy az egyetlen országos kereskedelmi rádió megszűnése után a Petőfi legyen az ország leghallgatottabb rádiója. A rádióból egy teljesen kommersz, kiszámítható adó lett, amely teljesen eltávolodott a korábbi 
méltán közkedvelt Petőfi "brand"-től. Arculata és szignáljai teljesen leegyszerűsödtek, zenei kínálata az egykori Danubius Rádióhoz és Class FM-hez volt hasonló, amely két rádió programját szintén Tiszttartó vezette. Műsora nem volt összhangban az M2 Petőfi TV-vel, nem települt ki a saját nevével fémjelzett Strand Fesztiválra és Nagy-Szín-Pad-ra, és kevés kivétellel nem játszotta az ott fellépők zenéit. Bár az új magyar tehetségek felkarolása továbbra is kiemelt volt a Dalra Magyar Extra című műsorban, a dalok túlnyomó többsége sose került egynél többször lejátszásra.
2021 tavaszán a Béli Ádám nevével fémjelzett új vezetés szépen lassan elkezdte feltölteni a kommersz zenei irányzatot változatos, kortárs magyar és nemzetközi könnyűzenével. Előbukkantak olyan stílusok és előadók, melyeket a Petőfi Rádió nem játszott az utóbbi években, míg a friss dalok is jóval nagyobb arányban jelentek meg a rotációban. Frissült a hangzás, megjelentek újra a vételi lehetőség-szignálok, tematikus napok és a műsorvezetők is többször megszólalnak egy órában a dalok között, valamint a friss magyar zenék már nem korlátozódnak az esti és hajnali órákra. Béli Ádám akkori csatornaigazgató azt mondta, hogy a rádió azért költözik az A38 Hajóra a TV mellé, hogy így is közelebb kerüljenek a hallgatókhoz. Koncertsorozatok indítását terveznek, amelyet a TV-ben és a rádióban is bemutatnának. Céljuk, hogy újra megszólítsák a fiatal felnőtteket és minőségi tartalmat közvetítsenek.

## A rádió vételkörzete
| - Budapest, (Széchenyi-hegy) 94,8 MHz - Csávoly 89,4 MHz - Debrecen 89,0 MHz - Győr 93,1 MHz - Kab-hegy 93,9 MHz - Kékes 102,7 MHz - Kiskőrös 95,1 MHz - Komádi 96,7 MHz - Nagykanizsa 94,3 MHz - Pécs 103,7 MHz - Sopron 99,5 MHz - Szeged 104,6 MHz - Szentes 98,8 MHz - Tokaj 92,7 MHz - Uzd 90,3 MHz - Vasvár 98,2 MHz | - Budapest, (Széchenyi-hegy) 66,62 MHz - Kab-hegy 71,42 MHz - Kékes 72,77 MHz - Komádi 66,92 MHz - Nagykanizsa 69,98 MHz - Pécs 67,19 MHz - Sopron 70,4 MHz - Szentes 67,85 MHz - Tokaj 72,11 MHz | - Lakihegy 1341 kHz - Szolnok 1188 kHz - Szombathely 1188 kHz (Osztva a körzeti stúdió műsorával) - Marcali 1251 kHz (1986-tól) - Mosonmagyaróvár 1116 kHz (Osztva a körzeti stúdió műsorával) - Nyíregyháza 1251 kHz (Osztva a körzeti stúdió műsorával) - Pécs 873 kHz (Osztva a körzeti stúdió műsorával) - Balatonszabadi (1986-ig) 1251 kHz |

### Műholdon
A rádió műsora műholdon is fogható.
Műhold: Thor 5
Vételkörzet: BSS04/C04
Pozíció: nyugati 1 fok
Frekvencia: 11,785 GHz
Polarizáció: Horizontális
Szimbólumsebesség: 28 MS/s
FEC: 7/8
SID: 3680

### DVB-T
Az adás digitálisan, sztereó minőségben hallható a digitális földfelszíni TV rendszeren (DVB-T) ország teljes területén, ezt azonban csak digitális TV készülék, vagy Set-Top Box tudja dekódolni.

### DAB+ (2009-2020)
A rádiót a 2009-ben induló DAB+ tesztadás keretében hét másik rádióval egyetemben lehetett hallgatni a DAB+ (Digital Audio Broadcsting) platformon, Budapesten és környékén, a 11D multiplexen. A DAB+ sugárzás Magyarországon 2020. szeptember 6-án megszűnt.

## Műsorrend
|             | Hétfő                    | Kedd                     | Szerda                   | Csütörtök                | Péntek                   | Szombat                 | Vasárnap                |
| ----------- | ------------------------ | ------------------------ | ------------------------ | ------------------------ | ------------------------ | ----------------------- | ----------------------- |
| 00:00-00:02 | Himnusz                  | Himnusz                  | Himnusz                  | Himnusz                  | Himnusz                  | Himnusz                 | Himnusz                 |
| 00:02-01:00 | Szakcsi Jazzóra          | Szakcsi Jazzóra          | Szakcsi Jazzóra          | Szakcsi Jazzóra          | Szakcsi Jazzóra          | Szakcsi Jazzóra         | Szakcsi Jazzóra         |
| 01:00-02:00 | Kultúrfitnesz (ismétlés) | Kultúrfitnesz (ismétlés) | Kultúrfitnesz (ismétlés) | Kultúrfitnesz (ismétlés) | Kultúrfitnesz (ismétlés) | Holnapután (ismétlés)   | Vándorbot (ismétlés)    |
| 02:00-06:00 | Csendesebben vigadjanak  | Csendesebben vigadjanak  | Csendesebben vigadjanak  | Csendesebben vigadjanak  | Csendesebben vigadjanak  | Csendesebben vigadjanak | Csendesebben vigadjanak |
| 06:00-06:30 | Halló, Magyarok!         | Halló, Magyarok!         | Halló, Magyarok!         | Halló, Magyarok!         | Halló, Magyarok!         | Élet. Stílus            | Élet. Stílus            |
| 06:30-06:45 | Hírpercek                | Hírpercek                | Hírpercek                | Hírpercek                | Hírpercek                | Hírpercek               | Hírpercek               |
| 06:45-07:00 | Halló, Magyarok!         | Halló, Magyarok!         | Halló, Magyarok!         | Halló, Magyarok!         | Halló, Magyarok!         | Élet. Stílus            | Élet. Stílus            |
| 07:00-08:00 | Halló, Magyarok!         | Halló, Magyarok!         | Halló, Magyarok!         | Halló, Magyarok!         | Halló, Magyarok!         | Csukás Meseóra          | Csukás Meseóra          |
| 08:03-11:00 | Halló, Magyarok!         | Halló, Magyarok!         | Halló, Magyarok!         | Halló, Magyarok!         | Halló, Magyarok!         | Hello, Sándor!          | Hello, Sándor!          |
| 11:03-12:00 | Itthon, otthon           | Itthon, otthon           | Itthon, otthon           | Itthon, otthon           | Itthon, otthon           | Befordultam a konyhára  | Befordultam a konyhára  |
| 12:03-13:00 | Itthon, otthon           | Itthon, otthon           | Itthon, otthon           | Itthon, otthon           | Itthon, otthon           | Petőfi '48              | Petőfi '48              |
| 13:03-14:00 | Hajrá, Magyarok!         | Hajrá, Magyarok!         | Hajrá, Magyarok!         | Hajrá, Magyarok!         | Hajrá, Magyarok!         | Petőfi '48              | Petőfi '48              |
| 14:03-16:00 | Hazai                    | Hazai                    | Hazai                    | Hazai                    | Hazai                    | Pihen a komp            | Pihen a komp            |
| 16:03-19:00 | Petőfi csúcs             | Petőfi csúcs             | Petőfi csúcs             | Petőfi csúcs             | Petőfi csúcs             | Pihen a komp            | Pihen a komp            |
| 19:03-20:00 | Mit kíván?               | Mit kíván?               | Mit kíván?               | Mit kíván?               | Mit kíván?               | Pihen a komp            | Pihen a komp            |
| 20:03-21:00 | Mit kíván?               | Mit kíván?               | Mit kíván?               | Mit kíván?               | Mit kíván?               | De a kocsma             | Holnapután              |
| 21:03-23:00 | Kultúrfitnesz            | Kultúrfitnesz            | Kultúrfitnesz            | Kultúrfitnesz            | De a kocsma              | De a kocsma             | Kultúrfitnesz           |
| 23:00-24:00 | Magyarock                | Nemzeti dal              | Vándorbot                | Petőfi Kitekintő         | Hazai Gitárok            | Akusztik                | Tüzesen süt le          |

### Kiegészítő információk

#### Hírek
A Petőfi Rádióban 6 és 22 óra közt óránként szólnak hírek, élőben. Naponta egyszer, 06:30-kor Hírpercek címmel negyedórás hírösszefoglaló hallható részletes közlekedési-, politikai-, és sporthírekkel. A hírszerkesztők az MTVA munkatársai, akik a közmédia többi rádióállomásainál is ellátják ezt a feladatot.

#### Külföldi zenei műsorok
A rádió a 2023. október 1-jei átalakulása előtt vegyesen játszott magyar és külföldi zenéket. Ezt követően a rádió kizárólag magyar előadók zenéit játssza, mely alól egyetlen kivétel a Petőfi Kitekintő című csütörtök késő esti műsor, mely rendszerint 3-4 külföldi dalt is bemutat.

## A rádió vezetői, műsorai és műsorvezetői

### Csatornaigazgatók
- Farkas György – főszerkesztő (2006–2007)
- Csillag János – főszerkesztő (2007–2010)
- Borcsik Attila – zenei főszerkesztő (2007–2023)
- Koltay Gergely – főszerkesztő (2010), intendáns (2011–2015)
- Pető Zoltán – csatornaigazgató (2015–2017)
- Tiszttartó Titusz – csatornaigazgató (2017–2021)
- Béli Ádám – csatornaigazgató (2021–2022)
- Dominik Zsolt – csatornaigazgató, főszerkesztő (2023-tól)

### Műsorvezetők
- Fekete László – Akusztik, Nemzeti dal, Vándorbot, Petőfi Kitekintő, Hazai Gitárok, Tüzesen süt le
- Habóczki Máté – Halló, Magyarok!
- Kenéz Kolos – Csendesebben vigadjanak; Pihen a komp
- Király Kitti – Élet, Stílus; Helló, Sándor!; Csukás Meseóra
- Mák Kata – Itthon, otthon; Hajrá, Magyarok!; Hazai
- Meggyesi Gábor – Csendesebben vigadjanak; De a kocsma
- Nagy Feró – Magyarock
- Novák Zsombor – Holnapután
- Szikora Tamás – Petőfi csúcs, Mit kíván?, Petőfi ‘48
- Szani Roland – Kultúrfitnesz

### Korábbi műsorvezetők
Az alábbi műsorvezetők 2023. október 1-ig voltak a rádió munkatársai
- Bekker Dávid – Talpra Magyar
- Csáki Attila – Petőfi Elektrik, Petőfi Chart
- Cselőtei László – Petőfi Rock x HammerWorld
- Faragó Janka – Petőfitt
- Majoros Rita –  Egész úton - hazafelé, Válogatott
- Mencseli Dóra – Petőfi Kult
- Nagy Natasa – Talpra Magyar
- Péczeli Dóra – Petőfi Podcast
- Pintér Miklós – Petőfi Rock x HammerWorld
- Rédl Ádám – Talpig Magyar, A hét lemeze
- Szilágyi Zsolt – Egész úton - hazafelé
- Varga Gergő – Talpra Magyar
- Kisbali Bence - Én vagyok Te!, Akusztik, Csendesebben vigadjanak (2024. szeptember 13.)

#### Az alábbi műsorvezetők 2021. november 3-ig voltak a rádió munkatársai
- Bikfalvi Tamás – Talpra Magyar (jelenleg a Best FM műsorvezetője)
- Boros Csaba – Minek nevezzelek?
- Harsányi Levente – Talpra Magyar (jelenleg a budapesti Nemzeti Sportrádió műsorvezetője)
- Iller Bálint – Eszembe jutottál
- Patkó Béla "Kiki" – Dalra Magyar
- Péczeli Dóra – Hétvége Petőfivel, Adj egy ötöst! (jelenleg a Petőfi Média Group munkatársa, 2023 januárjától májusig újra hallható volt a rádióban)

#### 2016-2021 között távozott műsorvezetők
- Szakál Miklós – Talpra Magyar
- Kardos-Horváth János – Talpra Magyar
- Peller Mariann – Talpra Magyar
- Sipos Dávid Günther – Hétvégén eszembe jutottál
- Szabó Győző – Talpra Magyar

#### Az alábbi műsorvezetők2016.május 30-igvoltak a rádió munkatársai
- Babucs Kriszta – Személyes Ügy (jelenleg a Kossuth Rádió műsorvezetője)
- Buda Márton – Talpra Magyar
- Fekete László – Selector (2021 novemberétől újra a rádió munkatársa)
- Horváth Gergely – Petőfi Extra, Kultúrfitnesz
- Juhász Bálint – Egy estém bárhol, Európai TOP 30 (jelenleg a Next FM és a Rádió 7 műsorvezetője)
- Leirer Tímea – Petőfi Összes (jelenleg a Retro Rádió műsorvezetője)
- Popovics László – Más-nap Petőfivel (jelenleg a Dankó Rádió műsorvezetője)
- Szabó Tamás – Petőfi Összes, Petőfi TOP 30 (jelenleg a Dankó Rádió műsorvezetője)

### Hírolvasók
- Besennyei Márk
- Brieska Dániel
- Czeglédi Edit
- Király Erzsébet
- Miklya György
- Novák József
- Polyák Adrienn
- Tóth Éva
- Vörös Domonkos
- Zilai Zsuzsanna
- Marozsi Szimonetta

### Megszűnt műsorok
- Egész úton - hazafelé (2012-2021, 2023): hétköznap és eleinte vasárnap délután jelentkező, ún. "hazakísérő műsor", friss közlekedési hírekkel.
- Ej, mi a COOL? (2012-2016, 2023): Hétvégi műsor, a világ legfrissebb és legaktuálisabb dalaival. 2023 januárjától októberig slágerlistaként volt újra hallható hétköznap esténként.
- Földalatti (2023): Külföldi, alternatív és indie zenekarok legjobb dalait bemutató műsor.
- Gépház (2023): Magyar zenekarok lemezeinek készítéséről szóló műsor.
- Itt születtem (2023): Egy-egy magyar települést és környékét bemutató műsor.
- Petőfitt (2022-2023): Hétvégén reggel jelentkező, életmóddal foglalkozó műsor.
- Petőfi Chart (2022-2023): A legjobb 30 dalt tartalmazó slágerlista, szombaton magyar, vasárnap külföldi előadók dalaival.
- Petőfi Délelőtt / Délután (2023)
- Petőfi Elektrik (2021-2023): A Petőfi Rádió hivatalos mixműsora, kezdetben naponta, később hétvégén esténként.
- Petőfi Kult (2023): Két órás kulturális ajánló, benne filmekkel, zenei, művészeti programokkal, kulturális eseményekkel. 2016 előtt és jelenleg is Kultúrfitnesz címmel szól hasonló műsor.
- Petőfi Paletta (2023): Beszélgetések, mélyinterjúk egy órán keresztül vasárnap esténként.
- Petőfi Podcast (2023): A Petőfi Média Group online tartalmait bemutató műsor.
- Petőfi Rock - HammerWorld (2022-2023): A Petőfi Rádió és a HammerWorld magazin közös, rock- és metálzenei műsora.
- Talpig Magyar (2022-2023): A Petőfi-emlékév hivatalos műsora a Petőfi Médua Group gyártásában.
- Talpra Magyar (2012-2021, 2023): A Petőfi Rádió ébresztőműsora, a kezdetekben Buda Mártonnal, későbbiekben Harsányi Leventével és Bikfalvi Tamással, majd Bekker Dáviddal és Varga Gergővel.
- Vadonat (2015-2016, 2023): Hazai újdonságokat bemutató műsor.
- Válogatott (2021-2023): Híres sportolók kedvenc zenéit bemutató műsor.

#### A rádió korábbi műsorai 2022. december 31-ig
- A hét lemeze (2021-2022): Külföldi és magyar előadók új lemezeit bemutató műsor, melyben gyakran vendégül látták a lemez alkotóit.
- Adjunk neki! (2021-2022): szombaton, vasárnap és ünnepnapokon jelentkező üzenetküldő műsor.
- Akikre büszkék vagyunk (2021-2022): Egy óra magyar zenei válogatás, minden hétvégén délután. Helyét a Boldog óra vette át hétvégén is annak megszűnéséig.
- Azt üzente... (2021-2022): "az ország üzenetküldő műsora", minden hétköznap.
- Boldog óra (2021-2022): Egy óra magyar zenei válogatás, kezdetben hétköznap délután, később minden nap déltől.
- Én vagyok Te! (2021-2022): Az M2 Petőfi TV azonos című műsorának rádiós ismétlése, kulissza mögött készült interjúkkal kiegészítve, vasárnap késő esténként.
- Hazafelé Petőfivel (2021-2022): Hétköznap délután jelentkező, ún. "hazakísérő műsor", friss közlekedési hírekkel.
- Hétköznap Petőfivel (2021-2022)
- Hétvége Petőfivel (2016-2022): hétvégén és ünnepnapokon jelentkező reggeli informatív műsor, beszélgetésekkel és hétvégi programajánlókkal.
- Kakasszóra / Hajnal Petőfivel (2021-2022): Informatív, hajnali ébresztőműsor minden hétköznap 5 és 6 óra között.
- Magas és Mély - Ráadás (2021-2022): Az M2 Petőfi azonos című műsorának rádiós ismétlése szerdán éjszakánként. A műsor a TV-ben továbbra is látható.
- Mezgerélő (2021-2022): Kezdetben két, később egy órás kulturális ajánló, benne filmekkel, zenei, művészeti programokkal, kulturális eseményekkel.
- Nagy magyar éjszaka (2021-2022): Éjszakai magyar zenei válogatás.
- Szombat Délután / Petőfi Hétvége (2021-2022)
- Petőfi Befutó (2022): Alternatív és kevésbé ismert magyar zenészek dalait bemutató műsor.
- Petőfi Dance (2022): Egy órás mixműsor, dancezenékkel.
- Petőfi Iránytű / Petőfi Iránytű Extra (2022): Pénteken és szombaton este jelentkező műsor, melyben a világ legfrissebb és legaktuálisabb zenei újdonságait mutatták be.
- Petőfi Jazz (2018-2022): Egy órás dzsesszválogatás kezdetben hétfőnként, később naponta éjfél után. Dzsesszműsor a Bartók Rádióban hallható még, minden este 23 órától.
- Petőfi Parádé (2021-2022): A Petőfi Rádió hivatalos slágerlistája, a 40 legtöbbet játszott dallal.
- Petőfi Üzenőfal (2022): Újgenerációs, élő üzenetküldő műsor, melyet a rádió hivatalos Instagram és TikTok oldalán lehetett követni.
- Petőfivel a reggel! (2021-2022): A Petőfi Rádió ébresztőműsora Bekker Dáviddal, Varga Gergővel és Nagy Natasával. 2021 előtt és 2023-ban újra Talpra Magyar címmel volt hallható.

#### A rádió korábbi műsorai 2021. november 3-ig
- Adj egy ötöst! (2021): A Hétvége Petőfivel műsorban egy-egy híresség kedvenc öt dalát, és az ahhoz kötődő történeteiket mutatják be.
- Dalra Magyar (2012-2021): kezdetben hajnali 5-kor és hétvégente délben jelentkező magyar zenei óra, majd 2016-tól vasárnap esténként jelentkező magazinműsor, melyben híres magyar előadókat látnak vendégül.
- Dalra Magyar Extra (2018-2021): vasárnaponként, eleinte 21 majd 23 órától jelentkező műsor, melyben fiatal magyar tehetségek dalait mutatják be.
- Egy gondolat (2021): vasárnap este 23 órától jelentkező műsor, melyben változatos zenei témákat járnak körbe együtt a vendég zenészekkel.
- Eszembe jutottál (2016-2021): hétköznap jelentkező üzenetküldő műsor.
- Európai TOP 40 (2016-2020): minden vasárnap az Európa szerte a legtöbbet játszott 40-es zenei toplista.
- Éjszaka Petőfivel (2012-2021): minden éjszaka jelentkező zenei válogatás.
- Hétvégén eszembe jutottál (2016-2021): szombaton, vasárnap és ünnepnapokon jelentkező üzenetküldő műsor.
- Minek nevezzelek (2016-2021): hétköznap esténként jelentkező magyar zenei műsor, amelyben neves előadók új dalait mutatják be.
- Petőfi Összes (2012-2021): minden hétköznap jelentkező műsor, a Petőfi Rádió legjobb zenéivel.
- Petőfi TOP 15 (2020-2021): hétfőtől szombatig jelentkező, újdonságokra fókuszáló napi slágerlista.

- Petőfi Hazai TOP 15 (2020-2021): minden vasárnap jelentkező, magyar újdonságokra fókuszáló slágerlista.

- Petőfi TOP 40 (2016-2021): A Petőfi Rádió hivatalos slágerlistája, a 40 legtöbbet játszott dallal. A műsor később Petőfi Parádé címmel volt hallható vasárnap kora esténként, majd Petőfi Chart néven futott.
- Petőfi TOP 100 (2017-2020): Az év legnépszerűbb 100 dalát tartalmazó slágerlista minden szilveszter délután.
- Rontom Bontom (2016-2021): A rádió esti mixműsora, a Rontom Bontom az első órában a legfrissebb slágerek közül válogat, majd 22:03-tól kezdődő mixek tematikusan, napok szerint vannak lebontva az alábbiak szerint:

- hétfő-kedd: deep house és nu disco,
- szerda: tropical house és nu disco,
- csütörtök: classic house,
- péntek-szombat: future house, minimal és elektronikus zenék.[47]

#### A rádió régebbi műsorai 2007 és 2016 között
- Anyám tyúkja: A Petőfi rádió műsora gyerekeknek Kardos Horváth Jánossal az Asztali c. műsor részeként hallható.
- Asztali - Petőfi Planéta: Világzenei műsor minden vasárnap délelőtt.
- Bombafilm: Megelőző csapás a filmvilágra. Célkeresztben: minden, ami mozog. Színes szélesvásznú, magyarul beszélő moziműsor.
- Dalszerző: Az A38 hajóval közösen készült produkció, tehetségkutató.
- Egy estém bárhol: bulira hangoló, programajánló műsor Juhász Bálinttal.
- Ej, mi a COOL?: Hétvégi műsor, a világ legfrissebb és legaktuálisabb dalaival. 2023 januárjától októberig slágerlistaként újra volt hallható hétköznap esténként.
- Eleven: Exkluzív koncertfelvételek hazai és külföldi zenei fesztiválokról és koncerthelyszínekről.
- Grand Tour avagy az Anonim Űrhajósok Klubja: Fluor Tomi szórakoztató beszélgetős műsora zenészekkel.
- Hajtómű: Rock, metal és blues zenei műsor.
- Harmincak Társasága - Petőfi TOP 30: minden szombaton a Petőfin legtöbbet játszott 30-as zenei toplista
- Harmincak Társasága - Európai TOP 30: minden vasárnap az Európa szerte a legtöbbet játszott 30-as zenei toplista
- Kultúrfitnesz: Sokrétű, változatos és érdekes témákat feldolgozó műsor a kultúra jegyében. 2023. október 2-a óta újra hallható.

- Dr. ZeneHouse: Milkovocs Mátyás a Neo zenekar frontemberének hangzásdiagnosztikai műsora a Kultúrfitneszben.
- Szabadegyetem: Ismeretterjesztő műsor, beszélgetés különleges emberekkel különleges témákról, nem csak a zenéről.

- Más-nap Petőfivel: "Kijózanító" műsor minden szombat és vasárnap délelőtt.
- Nagyon zenész: Beszélgetés az elmúlt évek legismertebb, legtehetségesebb zenészeivel.
- Netidők: Informatikai szakműsor a digitális technológia aktuális újdonságaival.
- Passzport: Világzenei műsor.
- Selector: A brit zenei élet újdonságai. A szigetország vadonatúj zenéi és zenei különlegességei minden szombaton.

- Selector DJ: Brit DJ-k mixei egy órában a legújabb brit zenékkel.

- Petőfi DJ Set: A Petőfi rádió rezidens DJ-inek különleges mixei minden nap éjféltől.
- Petőfi Extra: Hazai zenekarokat és zenészeket valamint magyar zenei különlegességeket és újdonságokat bemutató műsor.
- Petőfi TOP 50 Magyar Album: A Petőfi rádió válogatása az elmúlt évtizedek legnagyobb, legsikeresebb 50 magyar albuma.
- Petőfi TOP 100: A rádió listája egy-egy adott zenei témakör körül.
- Petőfi Zóna: a hét minden napján az adott műfajhoz tartozó zenei összeállítás 1 órában:

- hétfő: World Zóna
- kedd: Urban Zóna
- szerda: Rock Zóna
- csütörtök: Techno Zóna
- péntek: Basszus Zóna

- In Medias Bass: Wondawulf és JumoDaddy mixei és zenei összeállítása a Basszus Zónában.

szombat: Dance Zóna
- Bodyrock Radio Show: Andro mixei és zenei összeállítása a Dance Zónában.

vasárnap: Chill Zóna
- Személyes ügy: Beszélgetős műsor különleges emberekkel, zenészekkel a saját pályafutásukról.
- Vadonat: Hazai újdonságokat bemutató műsor.[48] A műsor 2023. január és október között újra hallható volt szombat esténként.